# نقرس کاذب
نقرس کاذب یک بیماری مفصلی است که در آن مانند نقرس کریستال‌هایی در مفصل رسوب می‌کنند ولی در این بیماری به‌جای اسید اوریک این کریستال‌های فسفات کلسیم است که در درون مفصل و بافت‌های اطراف مفصل رسوب می‌کنند.
رسوب پیروفسفات کلسیم در مفصل ممکن است کاملاً بدون علامت باشد، ممکن است موجب التهاب مزمن مفصل شود یا ممکن است به‌صورت یک التهاب ناگهانی مفصل و شبیه به حمله نقرسی باشد. گاهی در این بیماری کریستال‌های پیروفسفات کلسیم در بورس‌ها یا در تاندون‌ها رسوب کرده و موجب التهاب آن‌ها می‌شوند.
این بیماری بیشتر در سنین بالا دیده می‌شود و ممکن است زمینه بروز خانوادگی داشته باشد. نقرس کاذب یکی از علل شایع التهاب حاد و ناگهانی مفصل در سنین بالا است. نقرس کاذب در مبتلایان به دیابت، هموکروماتوز، نقرس و هیپرپاراتیروئیدی بیشتر دیده می‌شود.

## علائم
همان‌طور که گفته شد بیماری در اکثر اوقات بدون علائم بالینی خاصی است و فقط در رادیوگرافی مفصل رسوب کلسیم در غضروف مفصل دیده می‌شود.
در حالات مزمن علائم تخریب مفصل کمابیش مانند آرتروز ولی شدیدتر از آن است و در مفاصل زانو، مچ دست، شانه و مفصل ران ایجاد می‌شود.
در حالات حاد علائم به‌صورت درگیری یک یا تعداد معدودی مفصل به‌خصوص در زانو و شبیه به حملات نقرس ولی خفیف تر از آن و به‌صورت درد و تورم مفصل است. مفصل متورم، گرم و دردناک می‌شود و هر گونه حرکت مفصل شدت درد را افزایش می‌دهد.
در حین حملات تب ایجاد می‌شود. تشخیص این بیماری با آسپیراسیون مفصل (کشیدن مایع مفصلی) است که در آن می‌توان کریستال‌های فسفات کلسیم را مشاهده کرد.

## درمان
درمان بیماری به‌صورت کشیدن مایع مفصلی، استفاده از داروهای ضد التهابی، تزریق کورتیکوستروئید در درون مفصل، استفاده از کورتیکوستروئید به‌صورت خوراکی یا تزریقی و احتمالاً استفاده از کلشی سین است. حملات حاد این بیماری معمولاً در عرض ده روز فروکش می‌کنند. در بعضی از بیماران تخریب پیشرونده مفصل ایجاد می‌شود.